# Romma
Romma är en by vid Österdalälven sju kilometer söder om Leksandsnoret i Leksands socken, Rönnäs fjärding mellan byarna Hälla och Berg. Byn ligger på norra (östra) sidan av älven.
Bynamnet nämns första gången 1497. I skattelängden 1539 upptas tre skattebönder. I Älvsborgs lösen nämns 6 hushåll, däribland några av socknens rikaste. Rommabonden Bengt Andersson överträffas endast av kyrkoherden Engelbertus Olai, som för övrigt var en av stiftets rikaste präster. Enligt mantalslängden 1668 fanns 11 hushåll i byn, Holstenssons karta från samma år anger dock endast 7 gårdstecken i Romma. I 1766 års mantalslängd anges hela 22 hushåll i Romma. 1830 fanns det däremot endast 21. 1896 uppges i mantalslängden antalet hushåll var 32.
På 1920-talet anger Karl-Erik Forsslund att byn har 26 gårdar, i regel med grå uthus. Han nämner också att stugorna emellanåt är gråa, vilket är sällsynt i grannbyarna.
Byn är klassificerad som ett riksintresse för kulturmiljövård.